# Вятка-автомат

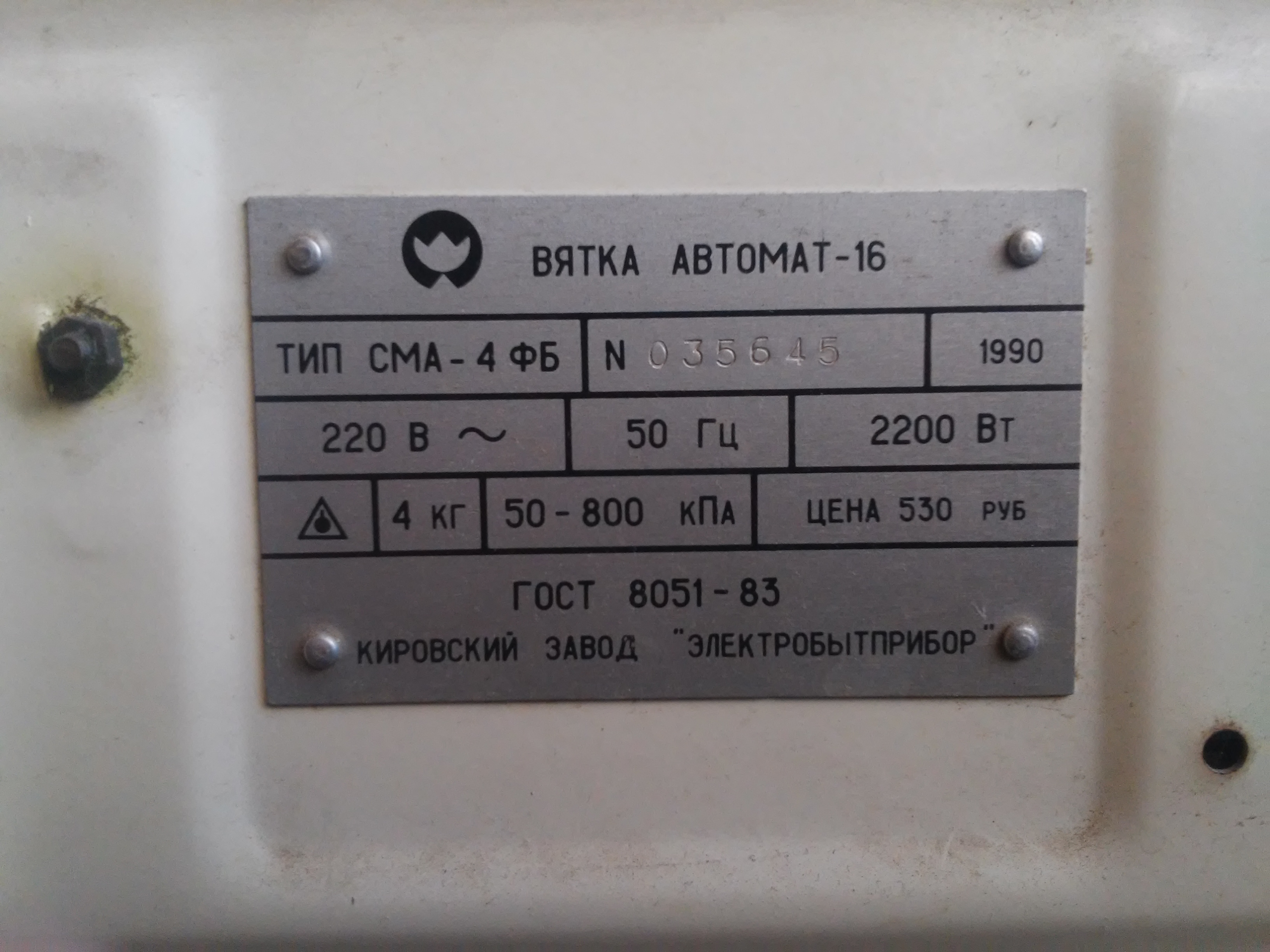
Шильдик пральної машини «Вятка-автомат-16» 1990 р. випуску

Вятка-автомат — бренд (марка) пральних машин, які вироблялись на Кіровському заводі «Веста». Випускалась з 1981 року, виробництво пральних машин бренду було поступово завершено до 2010. Перша і єдина масова пральна машина-автомат у Радянському Союзі.

## Історія
«Вятка» не була першою автоматичною пральною машиною у Радянському Союзі: в середині 1970-х років була спроба випуску автоматичної пральної машини «Волга-10». Однак ця спроба була невдалою.
Машина вироблялась за ліцензією на виробництво пральних машин-автоматів, придбаною в 1974 році СРСР в італійської фірми «Мерлоні Проджеті» (тепер Indesit). Для розгортання виробництва було обрано Кіровський завод «Электробытприбор». В 1979 році завершилось будівництво нового виробничого комплексу заводу, при цьому використовувалось обладнання, поставлене італійською фірмою. Велика кількість деталей і елементів початково також постачалась з Італії, поки тривало заміщення на радянську елементну базу.
У 1980 році була випущена пробна модель «Вятка-автомат 12», а 23 лютого 1981 року була виготовлена перша партія в кількості 100 машин. Для своїх часів це були досить непогані машини, особливо в порівнянні з номенклатурою інших пральних машин, що вироблялись тоді в СРСР.
Модельний ряд доби СРСР включав в себе пральні машини Вятка-автомат 12, пізніше додались машини Вятка-автомат 14 і 16. Числа означали кількість програм прання. Хоча програм прання було всього дві, а решта програм являли собою скорочені варіанти двох основних програм.
Роздрібна ціна на пральні машини Вятка-автомат початково становила 495 карбованців, пізніше її знизили до 400 карбованців У 1990 році ціна складала 530 карбованців.
Пральна машина вільно продавалась в магазинах, але була в дефіциті. Через це одразу утворився "чорний" ринок з їх продажу, на якому ціна на Вятки-автомат досягала 1500 карбованців.
Підключення пральних машин часто було проблемним через недостатню потужність будинкових електромереж, які часто не витримували високого споживання електроенергії пральними машинами. Нерідко в магазинах при купівлі пральної машини Вятка-автомат вимагали надати довідку від експлуатуючої організації (ЖЕКу) про можливість електромереж витримати навантаження від пральної машини.
Для вирішення цієї проблеми пропонувались варіанти пральних машин, які малі підключення і до мережі гарячого водопостачання.
На початку 1990-х років Кіровский завод «Электробытприбор» був реорганізований у Виробничо-торгівельну фірму «Веста». До 1998 року ВТФ «Веста» підійшла до банкрутства.
У 2005 році вже перейменований Кіровський завод «Веста» був викуплений італійською компанією Candy, яка була четвертим в Європі виробником пральних машин. Тоді було виконане повне оновлення обладнання, яке коштувало на той час 18 мільйонів євро. Новий власник вирішив розвивати бренд «Вятка» далі. З'явились нові моделі «Вятка-Марія» і «Вятка-Катюша». У 2006 році обсяг виробництва становив 60 тис. машин, а в 2008 році він зріс до 300 тис. машин на рік.
До 2010 року на заводі відмовились від бренду Вятка, нові моделі пральних машин стали отримувати росповсюджені жіночі імена.

## Інші автоматичні пральні машини СРСР
На початку 1990-х років на Івано-Франківському виробничому об'єднанні "Карпатпресмаш", за участю італійських виробників, відбулось розгортання виробництва лінійки автоматичних пральних машин "Івіта". Старт виробництва відбувся в 1991 році. На жаль через кризові явища, що охопили Україну після розвалу СРСР, виробництво пральних машин не набуло масового характеру і невдовзі було згорнуте.